# 小行星10991
小行星10991（10991 Dulov）是一颗绕太阳运转的小行星，为主小行星带小行星。该小行星于1974年9月14日发现。

## 轨道参数
小行星10991的轨道半长轴为2.3535328 UA，离心率为0.228。